# Corrie ten Boom
Corrie ten Boom (Ámsterdam, 15 de abril de 1892-Placentia, California, 15 de abril de 1983), fue una escritora, relojera y activista neerlandesa y cristiana, célebre por brindar refugio a los perseguidos por el régimen nazi durante el holocausto. Después de la Guerra, la institución judía Yad Vashem la nombró Justa entre las Naciones.

## Biografía
Fue la más joven de tres hermanas y un hermano. Hija de Casper ten Boom, un relojero, fue criada en el seno de la Iglesia reformada neerlandesa (en neerlandés, Nederlandse Hervormde Kerk). No contrajo matrimonio.
Corrie creció en las habitaciones encima de  "Beje" en Haarlem, Holanda, una casa con una relojería en la parte del frente, que había sido inaugurada en 1837 por su abuelo Willem y pasó a su padre Casper. Corrie empezó a prepararse como relojera en 1920 y en 1924 se convirtió en la primera relojera "autorizada" en Holanda. En 1921 murió la madre de Corrie. Antes de 1919 ya había iniciado las actividades para adolescentes de su comunidad: grupo de paseo de niñas, club de gimnasia, de teatro y de alemán. Con el tiempo los clubes crecieron hasta convertirse en el gran Triangle Club. 

### Segunda Guerra Mundial
Durante los primeros años del conflicto, pudo rescatar a muchos judíos de una muerte segura a manos de las SS nazis. En 1940 los nazis invadieron Holanda y prohibieron su club. En 1942 su familia se volvió muy activa ocultando refugiados, y, por esto, los nazis arrestaron a toda la familia en 1944; fueron enviados primero a prisiones neerlandesas (donde evangelizó a varios soldados nazis de diversos rangos), y, finalmente, al campo de concentración Ravensbrück en Alemania. Fue liberada al final de la guerra, tan solo unos pocos días después de la muerte de su hermana Betsie. Volvió a Holanda para fundar centros de rehabilitación.

### Posguerra
Su regreso a Alemania en 1946 fue el comienzo de muchos años de predicación en más de sesenta países, tiempo durante el que escribió muchos libros. 
La predicación se centró en el Evangelio Cristiano, poniendo especial énfasis en el perdón. En su libro Tramp for the Lord (1974), cuenta cómo, después de haber estado predicando en Alemania en 1947, se le acercó uno de los guardias más crueles del campo de Ravensbrück. Naturalmente, era reacia a perdonarle, pero se dijo a sí misma que sería capaz de hacerlo. Escribió que fue capaz después de perdonar, y que "durante un momento largo nos estrechamos las manos, el antiguo guardia y la antigua prisionera. Nunca había sentido tan intensamente el amor de Dios como lo sentí entonces". También escribió (en el mismo pasaje) que en su experiencia en la posguerra con otras víctimas de la brutalidad nazi, aquellos que fueron capaces de perdonar son los que mejor pudieron reconstruir sus vidas.
Corrie contó la historia de su familia y su trabajo durante la Segunda Guerra Mundial en otro libro, El Refugio Secreto (1971), que fue llevado al cine, con el mismo título, por World Wide Pictures. El libro y la película dan contexto a la historia de Anne Frank, que también se ocultó en Holanda durante la guerra.
En 1978 Corrie sufrió una parálisis como consecuencia de un accidente cerebrovascular, y murió el 15 de abril de 1983, el día en que cumplía 91 años. En Haarlem, la ciudad en que vivió, hay un  casa museo dedicado a ella y a su familia.